# Рикардо Джакони
Рикардо Джакони (на италиански: Riccardo Giacconi) е италиански и американски астрофизик, носител на Нобелова награда за физика (2002 г.).

## Биография
Роден е на 6 октомври 1931 г. в Генуа, Италия. Преди да направи кариера в САЩ, получава докторска степен по физика от Миланския университет.
Носител е на Нобеловата награда за пионерските си работи в областта на рентгеновата астрономия, включително откриването на първите рентгенови източници. От 1982 г. е професор в Университета Джонс Хопкинс. В периода 1993 – 1999 е генерален директор на Европейската южна обсерватория.
На него е наименуван астероидът 3371 Giacconi.